# Fotografia fixa
La fotografia fixa o imatge promocional és una fotografia feta dins o fora del plató d’una pel·lícula o programa de televisió durant la producció. La finalitat d'aquestes són promocionals i consisteixen en retrats posats utilitzats per a exhibició pública. Aquestes fotografies es prenen en escenaris formals d’estudi i llocs d’oportunitat, com ara les llars d’estrelles de cinema, esdeveniments de debut cinematogràfic i escenaris comercials i acostumen a ser preses per fotògrafs d’estudi.

## Tipus
Els plans es poden fer com a part del rodatge o posar-se per separat. Durant el rodatge, el fotògraf fixa fotos d'escenes a l'escenari. Aquestes fotografies s'anomenen fotogrames de producció. Un altre tipus de fotogrames generats durant el rodatge és el pla fora de l'escenari. El fotògraf les pren mentre els actors estan entre les preses, encara disfressats. Les fotografies posades per separat inclouen una gran varietat de plans. Molts d'aquests tenen designacions que s'explicaran per si mateixes: fotografies de mordassa de temporada, art de cames, fotogrames de moda, enllaços comercials, pòsters, fotografies de clinch (posats especials per a publicitat impresa) càndids (s'han fet normalment amb una il·luminació d'una font: penseu en una instantània) i en -estudis de vestuari (la majoria es fan econòmicament fora de l'escenari en un racó d'escenari sonor o més formalment en un estudi). De lluny, els més populars d'aquests molts tipus de fotogrames de pel·lícules són els que representen interpretacions de glamur, amenaça o mordassa.
Altres imatges posades per separat inclouen fotogrames "conjunt", fotogrames de maquillatge i fotogrames d'armari. Aquestes imatges fixes s'utilitzen per combinar escena a escena, o per recrear una escena més tard per a una nova presa. Tots els detalls de l'escenografia, el vestuari i el maquillatge del repartiment han de ser exactes, i aquestes fotografies serveixen com a recurs útil per aconseguir-ho. Les "plaques" o "estèreos" de fons (no una referència a la 3D estereoscòpica, sinó a la projecció de diapositives en 2D estereòptica de gran format), un altre tipus de fotogrames, permeten a l'estudi crear escenes d'ubicació sense sortir de les instal·lacions, reduint així el cost final de producció.

## Propòsit
L’objectiu principal d’aquestes imatges publicitàries és ajudar els estudis a anunciar i promocionar les seves noves pel·lícules i estrelles. Per tant, els estudis envien aquestes fotos junt amb kits de premsa i passis gratuïts a tantes publicacions relacionades amb pel·lícules com sigui possible per obtenir publicitat gratuïta. Aquestes fotos van ser utilitzades per diaris i revistes, per exemple, per escriure històries sobre les estrelles o les pròpies pel·lícules. Per tant, l'estudi obté publicitat gratuïta per a les seves pel·lícules, mentre que la publicació obté històries gratuïtes per als seus lectors.

## Significat artístic
Descrit per Maxine Ducey: Fa temps que s'ha baixat el teló de l'edat daurada del retrat de Hollywood, però els retrats fets pels fotògrafs glamurosos de Hollywood continuen a l'escenari. Les fotografies són un testimoni de l'habilitat i agilitat dels fotògrafs, així com de la seva sensibilitat estètica. Estudiant aquests retrats, no podem oblidar mai el talent dels fotògrafs. Tenim una prova de la seva capacitat consumada per capturar en una sola imatge l'essència d'una estrella i per comunicar aquesta informació a un espectador de pel·lícules, lector de revistes o executiu d'estudi. Els fotògrafs de retrats de Hollywood no eren vists com a artistes o creadors, però només cal examinar el seu llegat per estar convençut de la qualitat perdurable de la seva visió i del seu ofici.

## Artistes
El productor de cinema i director de fotografia Brian Dzyak explica que el grup de persones que treballen en una pel·lícula s'anomena "empresa" o "unitat". Entre els professionals adscrits a la unitat, un és un "fotògraf d'unitat", que té com a missió fer fotografies fixes que posteriorment els estudis utilitzaran per a la seva comercialització. Poden fer fotos durant els assajos o mentre estan al costat del càmera durant el rodatge de les preses. Per a fotografies publicitàries de glamour, repartides al públic i a la premsa per promocionar una estrella en particular, es fan "shootings especials" en estudis separats, que contenen il·luminació controlada, fons, roba i mobiliari.
Tot i que el fotògraf d'imatge comparteix una sèrie d'habilitats i funcions amb el director de fotografia, el seu treball és essencialment molt diferent. El director de fotografia s'ocupa de filmar escenes curtes que posteriorment seran editades en una pel·lícula sencera. El fotògraf està principalment preocupat per capturar fotos dramàtiques que cridin l'atenció quan s'utilitzen en pòsters, portades de DVD i publicitat. Per tant, els estudis assignarien un fotògraf fix a una producció i, en alguns casos, fins a cinc fotògrafs fixes treballaven en la mateixa pel·lícula.
Algunes estrelles, entre elles Rita Hayworth, van triar quin fotògraf volien, en el seu cas, Robert Coburn. Altres fotògrafs fotogràfics notables van ser George Hurrell i Clarence Bull, coneguts per ser el fotògraf escollit per Greta Garbo.

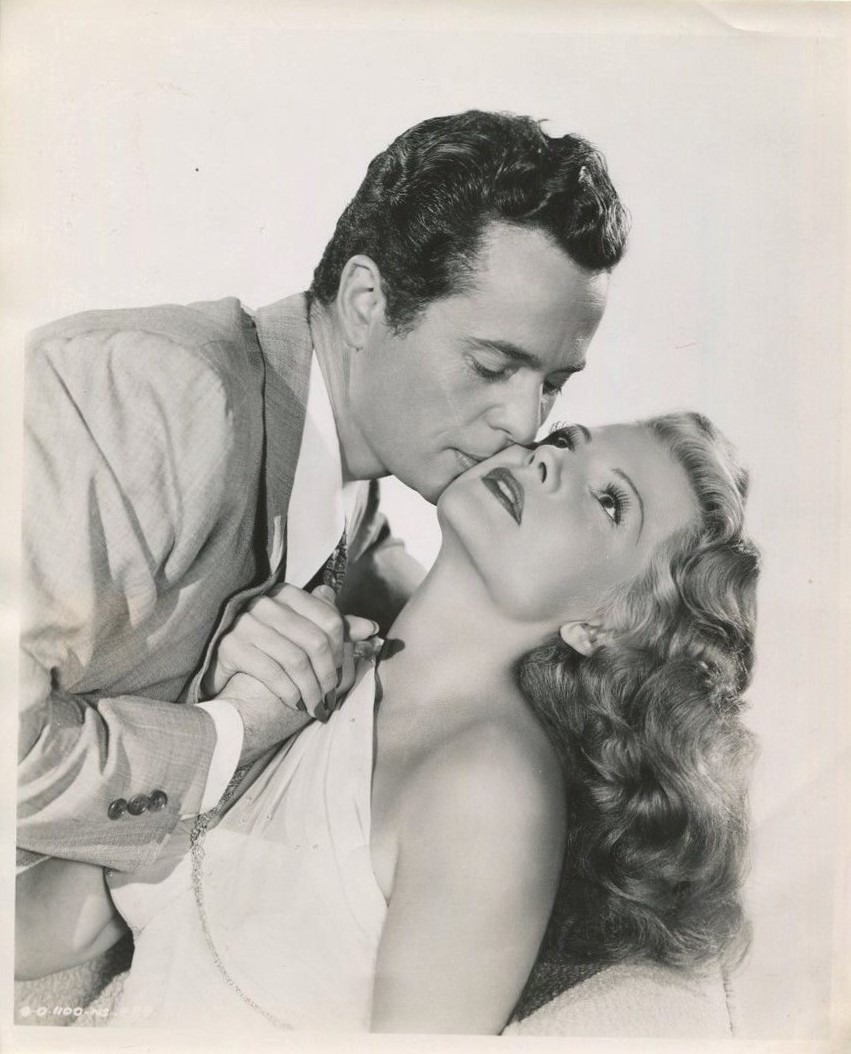
Rita Hayworth i Larry Parks, de Ned Scott. 1947

Ned Scott: (16 d'abril de 1907 - 24 de novembre de 1964) va ser un fotògraf nord-americà que va treballar a la indústria cinematogràfica de Hollywood com a fotògraf de fotografies entre 1935 i 1948. Com a membre del Càmera Club de Nova York entre 1930 i 1934, va estar molt influenciat pels seus companys Paul Strand i Henwar Rodakiewicz.
Segon Ned Scott hi ha tres tipus de fotografies fixes que eren les més populars per als espectadors; el tret d'amenaça, el pla glamur i el tret d'art de gag/cama. Tots els altres tipus de fotografies fixes eren importants per a la promoció i producció de pel·lícules, però aquests tipus eren els més distribuïts, especialment en diaris i revistes. A la seva manera especial, aquest tipus de fotografies van permetre al públic espectador una connexió especial amb les seves estrelles preferides.
Hollywood sempre s'ha associat amb el glamour. A mesura que ha transcorregut el temps en la indústria cinematogràfica es pot dir que l'un és sinònim de l'altre. La marca de glamour de Ned Scott es basava en una comprensió nacent de la llum. Va ser influenciat una mica per Hurrell i la seva tècnica d'una font de llum, però va preferir dues fonts de llum per obtenir el màxim efecte. L'ombra era tan important com l'exhibició de la llum, i aquesta combinació de les mans hàbils de Ned Scott va produir l'alçada del retrat. L'arranjament del cabell, la postura, l'angle, el fons i la configuració, tot sumat a l'efecte que Ned Scott volia aconseguir. Així és que Jeff Donnell i Anna Lee, mai coneguts pels seus papers romàntics al cinema (comèdia i drama, respectivament), resulten sorprenentment atractius en les representacions de glamour de Ned Scott.
I el seu tractament de Rita Hayworth, ella mateixa l'essència viva de la glamurosa estrella femenina, s'eleva a les cotes de possibilitats del gènere. Inspirat en els retrats immortals de Rita de Ned Scott per a la pel·lícula "Down to Earth, Winthrop Sargeant, un escriptor sènior de la revista Life, la va batejar com la "Deessa de l'amor" el 1947, una descripció que segueix sent adequada fins i tot avui.
Cindy Sherman: (Estats Units, 1954-) és una de les figures més importants de la fotografia contemporània. Va estudiar art en el State University College en Búfalo (NY) i la seva obra fotogràfica s'ha posicionat com una de les artistes més rellevants amb quatre dècades de treball que l'han col·locat en una posició de privilegi en l'escena artística contemporània.
El seu treball més important és Untitled Film Stills, 84 escenificacions en fotografia que imaginen escenes d'una pel·lícula fictícia.
Una clau important és que en Fotogrames Sense Títol amb molta freqüència el personatge de la narrativa posa la mirada fora del quadre, el que implica que hi ha una acció més enllà de la imatge i que s'ha pres una «rebanada» d'aquesta narrativa on hi ha un abans (hi ha hagut una acció passada) y un després (quelcom passarà).
La estratègia de Sherman és tremendament eficaç: es refereix al to i l'atmosfera del cine negre sense copiar una pel·lícula o escena en particular. Més encara, les seves escenes son simplement atmosferes i suggeriments: tot queda en la ment de l'observador.

## Influències

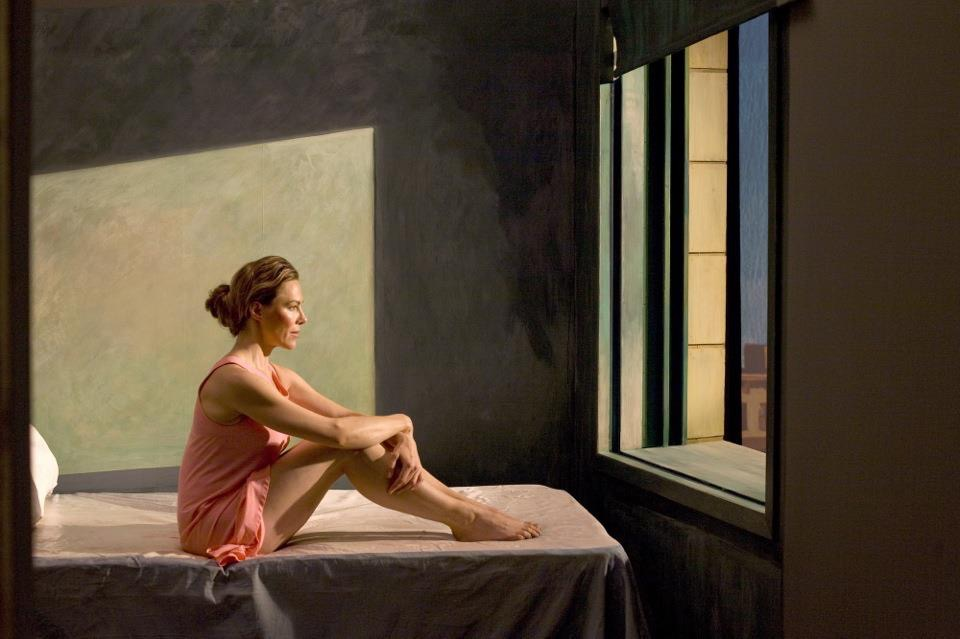
Tableaux Vivant, Ed Hopper Exhibition. Picture natural, not from a part in a film

El film still, o la foto fixa o imatge promocional d’una pel·lícula, ha tingut una evident influència en l’art contemporani, ja que ha revitalitzat la tradició dels tableaux vivants a la vegada que l’ha subvertit, perquè és en el film still on els tableaux vivants buscaven dignificar la fotografia per apropar-la a l'escenografia teatral i a la pintura, per petrificar l’instant.
La fotografia contemporània, en acostar-se al film still, busca en la imatge fixa una mena de narració, o una sensació, que ens mou a imaginar què ha passat abans o què succeirà tot seguit, i que proporciona a la ment de l'espectador “imatges” dins la imatge, que fan d’aquestes fotografies quelcom molt allunyat de la pintura i proper, en canvi, a la instantània.